# Jean-Christophe Frisch
Jean-Christophe Frisch   (Fontenay-sous-Bois, 9 de març de 1959) és un flautista barroc (flauta travessera) i director d'orquestra francès, fundador i director musical del conjunt de música barroca XVIII-21.
Fill del clavecinista Jacques Frisch, després d'estudiar biologia, li donaren nota al final dels seus estudis musicals, personalitats com Pierre-Yves Artaud o William Christie, i va començar la seva carrera amb Jean-Claude Malgoire. Amb "La Grande Ecurie i la Chambre du Roy" participa en nombrosos concerts, discos, òpera i gires. Al mateix temps, ha treballat com a solista i ha gravat CDs de compositors com Gaspard Le Roux, Marin Marais i el jove Mozart per a les etiquetes Adda i Érato, aclamats per la crítica. A continuació, decideix centrar-se en projectes personals. L'èxit de l'enregistrament de les sonates de flauta completes de Vivaldi el va decidir crear "XVIII-21 Música de les Llums", amb el qual podrà implementar les seves concepcions de la música barroca. Des del 2006, el conjunt pren el nom de "XVIII-21 - Le Baroque Nomade".
Els primers concerts del "XVIII-21 - Le Baroque Nomade" si va poder observar la seva originalitat, als festivals d'Ambronay, municipi de La Chas-Dieu i la recreació a Dijon de la versió de la cambra de Les Indes galantes de Rameau va fer reconèixer a Jean-Christophe Frisch en l'entorn professional, i entre els seus companys com a representant d'una nova generació d'especialistes en música barroca.
El seu objectiu és mostrar una interpretació particularment viva i sincera que els últims descobriments musicològics, aquestes generacions anteriors d'especialistes no estaven integrats, de manera que la música encara més a prop de la nostra sensibilitat al segle XXI. La pràctica de la improvisació, que ha esdevingut habitual per als músics del "XVIII-21 - Le Baroque Nomade", és un exemple de l'evolució que s'imposa.
"XVIII-21 - Le Baroque Nomade" també es coneix com un conjunt disponible per a la investigació musicològica més delicada: el festival de Saint-Florent-le-Vieil ho va triar per trobar i interpretar la música que es tocava a la Xina en el moment de les missions jesuïtes. Aquesta obra va ser coronada per concerts a Pequín el 1997 i per la publicació de dos discos a Astrée-Auvidis. Aquests registres han rebut nombroses distincions de la crítica musical: "10" de Repertori, "Shock" del món de la música, "ffff" de Télérama, nominació per les "Victoires de la Musique".
Entre els èxits de "XVIII-21 - Le Baroque Nomade", cal observar la recreació de la versió de cambra de Castor et Pollux de Rameau, produïda el 1997 per ARCAL: 55 representacions a moltes ciutats de França i de la regió de París han preparat el enregistrament publicat també per Astrée-Auvidis. També és l'inici d'una llarga col·laboració amb la soprano Cyrille Gerstenhaber. L'espectacle va ser presa al juny de 2001 a la Fenice de Venècia, a l'òpera de Roma, i el festival de Bolonya. Des de llavors s'han produït altres òperes: 'Imprésario des Canaries, opéra-bufa de Scarlatti i Sarro van ser creats a França per al festival de Dijon a l'agost de 1999, Narciso de Domenico Scarlatti per al festival de Besançon de 2002. Jean-Christophe Frisch també realitza gires per altres continents. S'ha escoltat en els darrers anys a Indonèsia, Israel, Bolívia-Brasil, Xina, Cambodja, Marroc, Noruega, Afganistan, Síria ... Des de 1999, el seu conjunt XVIII-21 "Música de les llums" (convertit en "el nomad barroc ") està subvencionat pel Ministeri de Cultura (DRAC Ile de France).
El 2010, Jean-Christophe Frisch va crear la "Balkan Baroque Band", una orquestra composta per músics dels països balcànics (Croàcia, Bulgària, Grècia, Romania).

## Discografia bàsica
- Le Roux: Concerts per a dues i baix continu, Variacions de conjunt (Adda / Accord 1990)
- Mozart: sis sonates per a clavicèmbal, amb acompanyament (violí o flauta) i violoncel, op.3,K 10 a K 15 Olivier Baumont, Antoine Ladrette (Adda 1991)
- Vivaldi: Sonates per a flauta, RV. 48-53 i RV. 58, (Musidisc, 1991)
- Rameau: Les Índies Galantes, versió de cambra (2CD Euromuses / Media7, 1994)
- Rameau: Castor i Pollux, versió de cambra (2CD Auvidis-Naïve, 1998)
- Pedrini: Concert barroc a la Ciutat Prohibida (Auvidis - Naïve Records 1996)
- Amiot: missa dels jesuïtes de Pequín (Auvidis-Naïve 1998)
- Marcello: Salms de David (K. 617, 1999)
- Scarlatti: Pur nel sonno (fins i tot al son), cantates (Astrée/Auvidis-Naïve, 1999)
- Espirituals negres del Brasil barroc (K. 617, 2000)
- Xina: jesuïtes i cortesanes (Les Delícies de l'harmonia), Conjunts XVIII-21 i Prunus Flower (Buda Music, 1999)
- Couperin: Lessons of Darkness (K. 617, 2001)
- Vespres a la Verge a la Xina (K. 617, 2003)
- Pellegrino, viatge amb Pietro Della Valle (Arion, 2006)
- Codex Caioni, dia del casament a Transsilvània (Arion, 2008)
- Daphne: a les ales del vent, al barroc arreu del món (2CD Arion, 2010)
- Schubert Klezmer (Arion, 2012)
- Vivaldi: The Quattro Stagioni, Balkan Baroque Band, violí solista de Sharman Plesner (Arion 2013).